# واینایلون

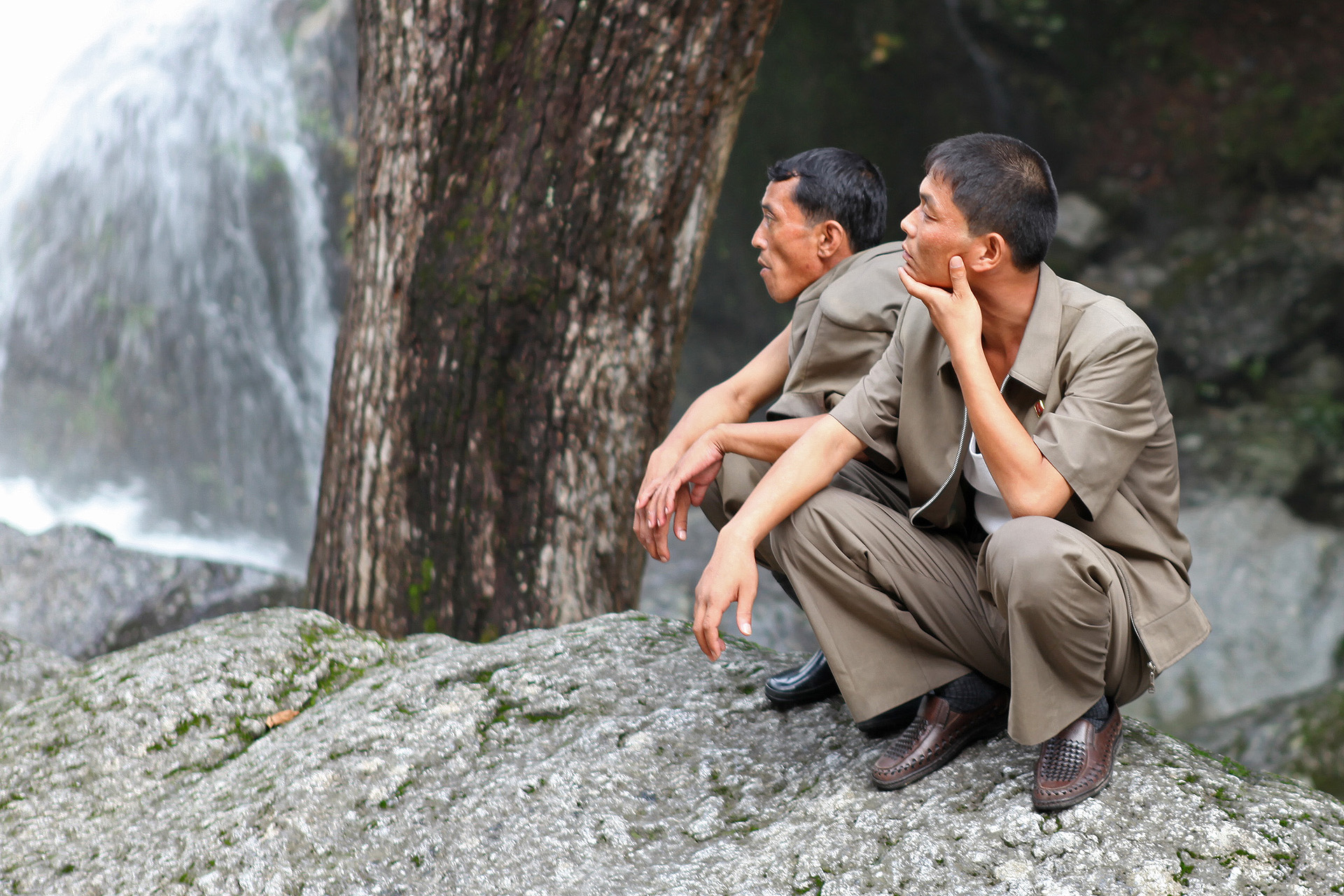
مردان کره شمالی یونیفورم ساخته شده از وینیلون پوشیده‌اند.

واینایلون، یک نوع فیبر صنعتی است که از پلی وینیل الکل ساخته می‌شود. سنگ آهک و آنتراسیت مواد خام واینایلون را تشکیل می‌دهند. واینایلون اولین بار در ژاپن در سال ۱۹۳۹ توسط ری سونگ جی، ایکیرو ساکارودا و کاواکامی ساخته شد. ساخت آزمایشی این محصول در سال ۱۹۵۴ شروع شد و در سال ۱۹۶۱ مجتمع «واینایلون ۸ فوریه» در هامهونگ کره شمالی ساخته شد. استفاده زیاد واینایلون در کره شمالی نمونه ای از اجرا فلسفه جوچه است و برای همین از آن به عنوان الیاف جوچه یاد می‌شود.
وینایلون الیاف ملی کره شمالی است و از آن در اکثر پارچه‌ها استفاده می‌شود. این نوع الیاف از پنبه و نایلون که در کره شمالی به صورت کم تولید می‌شود، پیشی گرفته‌است. جدای از لباس، وینایلون در کفش، طناب و حوله استفاده می‌شود.
توشیکو مک آدام، هنرمند کانادایی ژاپنی، از وینایلون در کارهای اولیه اش استفاده کرد بخاطر این که وینایلون مقرون به صرفه تر از نایلون بود.
وینایلون در برابر گرما و مواد شیمیایی مقاوم است ولی چند بدی هم دارد که شامل سفت بودن، جذب سخت رنگ و هزینه زیاد تولید آن می‌شود.

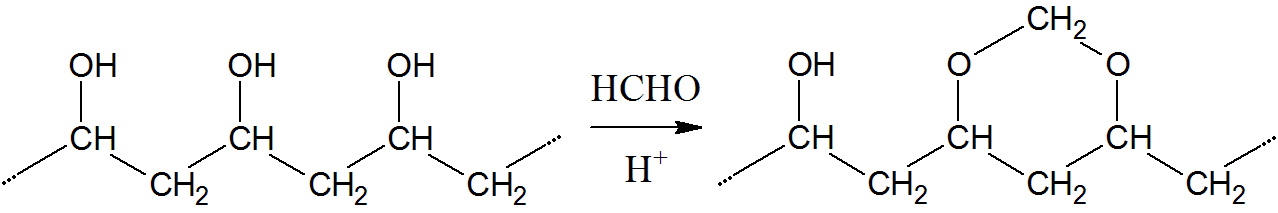
سنتز وینیلون.

## ریشه‌های استعماری
بین سال‌های ۱۹۱۰ تا ۱۹۴۵، کره به عنوان مستعمره ژاپن اداره می‌شد. این باعث تأثیر گذاری کره بر اقتصاد و سیاست ژاپن می‌شد. سپس، بعد از دومین جنگ ژاپن و چین که در سال ۱۹۳۷ شروع شده بود، کره درگیر تلاش‌های جنگی شد. در بین تلاش‌های ژاپن برای ساخت کشوری علمی تر و از نظر تکنولوژی پیشرفته تر بود که گروهی از پژوهشگران بر روی ساخت وینایلون کار کردند.
اولین موفقیت در ساختن وینایلون توسط دانشگاه کیوتو واقع در ژاپن توسط تیم پژوهشگری در سال ۱۹۳۹ اتفاق افتاد. گرچه بعداً وینایلون به وسیله ری سونگ جی که یکی از افراد گروه پژوهش دانشگاه کیوتو بود، در دوران راه اندازی کمپینی که هدفش استخدام دانشمندان و مهندسان از کره جنوبی بود و در دوران استقلال کره شمالی در سال ۱۹۴۵، به کره شمالی انتقال پیدا کرد. او به عنوان پروفسور در دانشگاه ملی سئول کار می‌کرد. در دوران جنگ کره، زمانی که سئول توسط لشکر مردمی دموکرات اشغال شده بود، به ری پیشنهاد تحقیقات در کره شمالی را دادند. ری سونگ جی قبول کرد و کره شمالی پناهنده شد.

## هدف اصلی
بعد از استقلال کره در سال ۱۹۴۵، کره شمالی در استعمار شوروی قرار گرفت و بعد از شوروی به منظور استواری کشور کمک دریافت می‌کرد. این کمک‌ها از تمام شدن جنگ کره در سال ۱۹۵۳ شروع شد. شوروی، چین و بقیه کشورهای کمونیست شروع به دادن کمک به کره شمالی کردند. به خاطر همین کره شمالی به صورت خیلی حاد به این کمک‌ها وابسته شده بود.
گرچه در سال ۱۹۶۰ کمک‌ها از طرف شوروی کم شد. کره شمالی دیگر کمک‌ها را به صورت اهدا دریافت نمی‌کرد، بلکه به صورت قرض شده بود؛ بنابراین رهبران کره شمالی تصمیم گرفتند که بر اقتصاد داخلی قوی بسازند. در سال ۱۹۶۱ مرع شمالی برنامه ۷ ساله رشد اقتصادی خود را شروع کرد. این برنامه تمرکز خود را بر روی ابداعات تکنولوژی، انقلاب فرهنگی، رشد استانداردهای زندگی، مدرنیته شدن اقتصاد و تسهیل تجارت و اقتصاد جهانی گذاشته بود. در نتیجه رهبران کره شمالی تصمیم گرفتند که کارخانه وینایلون و همچنین شهر وینایلون را تأسیس کنند.

## شهر وینایلون

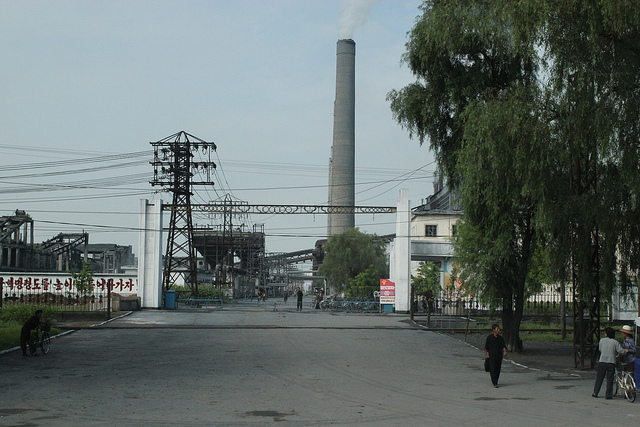
ورودی مجتمع کارخانه وینیلون ۸ فوریه در Hungnam، کره شمالی.

در تاریخ اولیه کره شمالی، در زمان دولت کیم سونگ دوم و ایدئولوژی جوچه، این نظریه را تقویت کرد که برای دست یابی به اقتصاد مستقل باید از دستگاه‌های صنعتی سنگین استفاده کرد. تولید واینایلون قدم بزرگی در راستای رشد کره شمالی به عنوان یک کشور مدرنیزه صنعتی بود. در راستای ناسیونالیسم، دولت کره شمالی مردم را برای ساخت و حمایت از یک کارخانه جدید ساخت وینایلون به نام شهر وینایلون بسیج کرد.
در سال ۱۹۶۱، شهر وینایلون، در شمال شرقی شهر هوگنام ساخته شد. ساخت این کارخانه ۱۴ ماه طول کشید که به نسبت این که این شهر از ۵۰ ساختمان تشکیل شده بود خیلی سریع بود. وینیل سیتی ۱۳۰ هزار متر مربع مساحت داشت، و دارای ۱۵ هزار دستگاه، ۱۷۰۰ کانتینر و ۵۰۰ کیلومتر لوله‌کشی بود. بلندترین ساختمان در شهر وینایلون که ۳۲ متر ارتفاع و ۴۰ متر دودکش داشت کارگاه استیک اسید بود. کارگاه نخ ریسی که برای ساخت الیاف وینایلون و حمل و نقل آن بود، بزرگترین ساختمان آنجا حساب می‌شد که دارای ۱۶۰ متر طول و ۱۱۷ متر عرض با ۳۵هزار متر مربع مساحت بود.
شهر وینایلون به افتخار کره شمالی تبدیل شد و با افتخار به عنوان سازه ای که بدون کمک از هیچگونه بیگانه ای ساخته شده‌است جار زده می‌شد. ساخت این شهر نشان دهنده این بود که کره شمالی از چین و شوروی مستقل شده و ایدئولوژی جوچه را به نمایش می‌گذاشت. گرچه چندین کارگر مجبور بودند کارهای بسیار سخت انجام دهند و چندین کارگر درحین این کارها جان خود را از دست دادند ولی شهر وینایلون باعث تقویت ایدئولوژی، خانواده کیم و دولت شد.
این شهر با هدف تولید الیاف برای تأمین مصرف داخلی برای ساخت لباس، کفش و بقیه ملزومات شروع به کار کرد. این کار تا دهه‌ها هنوز باعث تأمین مصرف داخلی شده‌است. این محصول آنقدر مهم است که در مراسم یادبود تولد کیم سونگ دوم، به مردم لباس‌های وینایلون اهدا شد. گرچه بعد از دهه‌ها اقتصاد کره شمالی فروریخت و قحطی سوخت باعث بسته شدن شهر وینایلون در سال ۱۹۹۴ شد. وینایلون برای ۱۶ سال بسته موند تا سال ۲۰۱۰ دوباره بازگشوده شد.

## بازگشایی مجتمع وینیلون
در ۸ فوریه ۲۰۱۰، کیم جونگ ایل از مجموعه قدیمی وینیلون شهر در هامونگ دیدن کرد تا بازگشایی آن را جشن بگیرد. کیم با افسران عالی‌رتبه حزب مانند رئیس هیئت رئیسه مجلس عالی خلق کیم یونگ نام، وزیر دفاع کیم یونگ چون و دبیران حزب کارگران کره کیم کی نام و چوی تائ بوک همراه بود. به این اولین باری بود که او در یک تجمع گسترده صنعتی شرکت کرد. در حالی که حضور وی و مهمترین اعضای حزب می‌تواند نشان دهنده اهمیت مجموعه وینایلون و نقش آن در پیشبرد سیاست‌های اقتصادی کیم جونگ ایل باشد، شواهدی وجود دارد که این تأسیسات می‌تواند در برنامه هسته ای کره شمالی نقش داشته باشد. برنامه تسلیحاتی بر اساس تجزیه و تحلیل تصاویر ماهواره ای، اطلاعات کو چونگ سونگ (یک مقام کره شمالی که تبعید شده بود) و تعدادی از اسناد فنی کره شمالی، این گمانه زنی وجود دارد که کارخانه هامونگ در حال تولید دی متیل هیدرازین نامتقارن است. این ماده در موشک‌های دوربرد کره شمالی استفاده می‌شود.

## اهمیت تاریخی
اگرچه وینیلون در ابتدا برای کمک به توسعه اقتصاد کره شمالی به عنوان یک محصول خانگی استفاده می‌شد، اما با ناسیونالیسم نیز آمیخته شد. در نتیجه، وینایلون به بخشی استوار از هویت ملی کره شمالی تبدیل شد.